# 馬弗京戰役
馬弗京戰役（英語：Siege of Mafeking）為第二次波耳戰爭中，英國最著名的行動。本戰役從1899年10月到1900年5月，共經歷217天的時間，開戰地點在南非的馬弗京，使得童軍運動創始人羅伯特·貝登堡成為國家英雄。馬弗京救援（Relief of Mafeking）成為英國在此一系列戰中獲得勝利，和波耳人垮台的關鍵戰役。

## 序幕
在1899年第二次布尔战争爆发前不久，英军总司令沃尔斯利勋爵（Lord Wolseley）未能说服英国政府向该地区派兵，而是派罗伯特·貝登堡（Robert Baden-Powell）上校陪同少数军官前往开普殖民地，从罗得西亚招募两个步枪团。他们的目标是抵抗预期的布尔人入侵纳塔尔殖民地（现为夸祖鲁-纳塔尔省的一部分），将布尔人撤离沿海地区，以便利英军登陆，并阻止当地人的入侵。
像英国政府一样，南非的政界人士担心军事活动的增加可能会引起布尔人的袭击，因此在当时，英国军官被提供了步枪和弹药（但没有大炮），但没有马匹。他们决定组织自己的交通工具并秘密招募。尽管这两个团在罗得西亚招募，但貝登堡还是选择馬弗京为他的部队储存物资，原因是它的位置既靠近边境，又位于布拉瓦约和金伯利之间的铁路上，而且它的地位是当地的行政中心。此外，该镇还有大量食物和其他必需品。但是，馬弗京被隔离，暴露在布尔控制区附近。貝登堡的命令是指挥一支机动性极强的野战部队，他选择动员一半的力量来阻止马费金抵抗布尔的进攻。貝登堡的许多新兵都未经训练，他知道布尔人的优势，突击战术和早期詹姆森·雷德的失败，因此决定绑架布尔人部队的最佳方法是防御而不是进攻。 1899年8月，貝登堡开始招募，他的许多新兵未经训练，许多人以前从未骑过马。他在被围困的城镇之外的部队训练有素，拥有自己的马匹，并且在预期的机动任务中表现出色。
保卫馬弗京的部队总计约2,000人，其中包括约500人的保护军团，来自贝专纳步枪兵和开普警察的约300人，还有来自该镇的300人。英国驻军使用步枪武装了300名非洲人，这些人被昵称为“黑色守望者”，并被用来守卫周边地区。在围困之前，爱德华·塞西尔勋爵组建了12至15岁男孩的Mafeking Cadet军团（据称是童子军的灵感之一），他们充当使者和勤务兵，并释放了士兵进行战斗。

## 外部連結
- The Siege of Mafeking[] Original reports from The Times
- Trooper William Fuller's Mafeking diary （页面存档备份，存于）
- McGonagall on the Relief of Mafeking （页面存档备份，存于） - William McGonagall's poem and a brief history of the siege.
- The Little Princess （页面存档备份，存于） - Shirley Temple film which briefly depicts celebration after the relief of Mafeking.
- Johnny Walker's site on the Siege of Mafeking, with links to his books